# Lachelle
Lachelle is een gemeente in het Franse departement Oise (regio Hauts-de-France) en telt 583 inwoners (2005). De plaats maakt deel uit van het arrondissement Compiègne.

## Geografie
De oppervlakte van Lachelle bedraagt 9,0 km², de bevolkingsdichtheid is 64,8 inwoners per km².
De onderstaande kaart toont de ligging van Lachelle met de belangrijkste infrastructuur en aangrenzende gemeenten.

## Demografie
Onderstaande figuur toont het verloop van het inwonertal (bron: INSEE-tellingen).